# Indus Holding
Die INDUS Holding AG mit Sitz in Bergisch Gladbach ist eine deutsche Beteiligungsgesellschaft. Das Unternehmen ist im SDAX gelistet.

## Details
Indus investiert langfristig in mittelständische produzierende Industrieunternehmen. Die Beteiligungen zeichnen sich durch eine starke Stellung in Nischenmärkten aus (Hidden Champions). Ziel ist die langfristige Steigerung des Unternehmenswertes. Die Gruppe hält 44 Beteiligungen in den folgenden drei Segmenten: Engineering, Infrastructure und Materials Solutions.
Die Indus Holding erwirbt überwiegend inhabergeführte Gesellschaften. Dabei agieren die Tochtergesellschaften operativ und wirtschaftlich weiterhin eigenständig.
Die vom Umsatz her größte Beteiligung ist Betek in Aichhalden. Die am längsten im Indus-Portfolio befindlichen Unternehmen sind Hauff-Technik in Hermaringen (Bauwirtschaft) und REMKO in Lage (Klima- und Wärmetechnik).

## Geschichte
1989 wurde die Indus Holding AG von Winfried Kill gegründet, der ab 1985 begonnen hatte, Beteiligungen an mittelständischen Unternehmen zu erwerben. Seit 1995 ist die Gesellschaft börsennotiert. Seit Juli 2018 ist Johannes Schmidt Vorstandsvorsitzender der Indus-Gruppe. Er folgte auf Jürgen Abromeit, der den Vorsitz sechs Jahre innehatte und in den Aufsichtsrat wechselte.
Der Aufsichtsrat ist seit 2018 paritätisch besetzt mit jeweils sechs Arbeitnehmer- und Arbeitgebervertretern.

## Beteiligungen
| Unternehmen                                   | Tätigkeit                                                                | Sitz                        | Umsatz in Mio. Euro (2024), gerundet, inkl. externer Dritter |
| --------------------------------------------- | ------------------------------------------------------------------------ | --------------------------- | ------------------------------------------------------------ |
| Ancotech                                      | Spezialbewehrungen und Transportankersysteme                             | Dielsdorf ZH                | 050                                                          |
| ASS Maschinenbau                              | Roboterhände und Automationsanlagen für Produktionsunternehmen           | Overath                     | 015                                                          |
| Aurora Konrad G. Schulz                       | Heiz- und Klimasysteme für Nutzfahrzeuge                                 | Mudau                       | 073                                                          |
| Betek                                         | Hartmetallbestückte Verschleißwerkzeuge                                  | Aichhalden                  | 273                                                          |
| Betomax Systems                               | Betonbautechnik                                                          | Neuss                       | 025                                                          |
| Bilstein & Siekermann                         | Kaltfließpressteile, Drehteile und Verschlussschrauben                   | Hillesheim                  | 015                                                          |
| BUDDE Fördertechnik                           | Fördertechnik                                                            | Bielefeld                   | 060                                                          |
| DECKMA (seit 09/24 einbezogen)                | Schiffsausrüstung                                                        | Rosengarten                 | 05                                                           |
| Dessauer Schaltschrank & Gehäusetechnik (DSG) | Metalltechnik                                                            | Dessau-Roßlau               | 08                                                           |
| Eltherm                                       | elektrische Begleitheizungssysteme                                       | Burbach                     | 042                                                          |
| FS-BF                                         | Dichtstoffe aus Silikon und Acryl                                        | Reichshof-Hahn              | 040                                                          |
| Gestalt Automation (seit 03/24 einbezogen)    | KI-basierte Automatisierungslösungen für industrielle Anwendungen        | Berlin                      | 01                                                           |
| GSR Ventiltechnik                             | automatisch gesteuerte Ventile                                           | Vlotho                      | 029                                                          |
| Hakama                                        | Feinblechtechnik                                                         | Bättwil                     | 014                                                          |
| HAUFF-Technik                                 | Dichtungssysteme für Kabel und Rohre                                     | Hermaringen                 | 108                                                          |
| Heiber + Schröder Maschinenbau GmbH           | Spezialmaschinen für Verpackungslösungen aus Karton und Pappe            | Erkrath                     | 020                                                          |
| H. Heitz Furnierkantenwerk                    | Herstellung von Echtholzfurnierkanten                                    | Melle                       | 034                                                          |
| HELD-Gruppe                                   | Laserschneid- und Laserschweißtechnik                                    | Dietzenbach                 | 024                                                          |
| Helmut Rübsamen                               | Metallverarbeitung und Umformtechnik                                     | Bad Marienberg              | 041                                                          |
| HORNGROUP                                     | Betankungstechnik und Werkstattlösungen                                  | Flensburg                   | 068                                                          |
| IEF-Werner                                    | Automatisierungssysteme                                                  | Furtwangen                  | 016                                                          |
| Ipetronik                                     | Messsysteme und Dienstleistungen für die Fahrzeugentwicklung             | Baden-Baden                 | 061                                                          |
| Jungmann Systemtechnik                        | Komplettlösungen zur Einrichtung von Leitstand, Leitwarte und Leitstelle | Neu Wulmstorf               | 019                                                          |
| Karl Simon                                    | Komponenten und Baugruppen aus Metall und Kunststoff                     | Aichhalden                  | 015                                                          |
| M. Braun Inertgas-Systeme                     | Inertgas-Glovebox-Systeme                                                | Garching                    | 096                                                          |
| M+P International Mess- und Rechnertechnik    | Messtechnik                                                              | Hannover                    | 012                                                          |
| MBN Maschinenbausysteme Neugersdorf           | Anlagen und Maschinen für die Fahrzeugendmontage                         | Ebersbach-Neugersdorf       | 064                                                          |
| Mesutronic                                    | Gerätebau                                                                | Kirchberg im Wald           | 030                                                          |
| Mewesta Hydraulik                             | Hydrauliksteuerblöcke und -systeme                                       | Münsingen                   | 06                                                           |
| Migua Fugensysteme                            | Profilkonstruktionen für Dehnungsfugen                                   | Wülfrath                    | 015                                                          |
| Mikrop                                        | Miniaturisierte Hochpräzisionsoptik                                      | Wittenbach SG               | 020                                                          |
| OBUK Haustürfüllungen                         | Individuelle Haustürfüllungen                                            | Oelde                       | 023                                                          |
| OFA Bamberg                                   | Kompressionsstrümpfe und Bandagen                                        | Bamberg                     | 079                                                          |
| Peiseler                                      | Teilgeräte und Schwenkeinrichtungen                                      | Remscheid                   | 018                                                          |
| Planetroll                                    | Antriebstechnik, Rührtechnik, Anlagenbau                                 | Munderkingen                | 05                                                           |
| Raguse                                        | OP-Abdecksysteme                                                         | Ascheberg-Herbern           | 016                                                          |
| Remko                                         | Wärmetechnik                                                             | Lage                        | 070                                                          |
| Rolko Kohlgrüber                              | Rollstuhlzubehör, Krankenbettenzubehör, Industrieräder und -rollen       | Borgholzhausen              | 032                                                          |
| Schuster Klima Lüftung                        | Lüftungs- und Klimatechnik                                               | Friedberg                   | 016                                                          |
| TSN Turmbau Steffens & Nölle                  | Stahltürme                                                               | Berlin                      | 09                                                           |
| Vulkan Inox                                   | Granulate für die Oberflächenbehandlung                                  | Hattingen                   | 028                                                          |
| Weigand Bau                                   | Rohr- und Kabelleitungsbau                                               | Bad Königshofen im Grabfeld | 036                                                          |
| Weinisch                                      | Pulverbeschichtungen von Metallen                                        | Oberviechtach               | 06                                                           |
| WIRUS Fenster                                 | Komplettanbieter für Fenster und Türen                                   | Rietberg-Mastholte          | 057                                                          |